# ACT UP
Pour les articles homonymes, voir Act Up.
L'AIDS Coalition to Unleash Power (abrégé en ACT UP, littéralement « Coalition contre le SIDA pour libérer le pouvoir »), historiquement connue comme ACT UP New York, est une association internationale de lutte contre le sida créée par Larry Kramer en mars 1987 au Lesbian, Gay, Bisexual and Transgender Community Center (en) de New York. Elle est connue pour ses « manifestations et coups d'éclat médiatiques ».
Le poster Silence = Mort avec le triangle rose, (une référence aux triangles roses renversés des camps de concentrations nazis) est utilisé par ACT UP comme symbole de lutte contre le SIDA.
ACT UP s'est développée à l'échelle internationale. Dans de nombreux pays, des mouvements distincts ont vu le jour sur le modèle américain. Par exemple, Rosa von Praunheim cofonde ACT UP en Allemagne et Act Up-Paris est créée en 1989 par Didier Lestrade, Pascal Loubet et Luc Coulavin,.

## ACT UP  New York

### Wall Street
Le 24 mars 1987, 250 membres d'ACT UP manifestent à Wall Street et à Broadway pour exiger un meilleur accès aux médicaments expérimentaux contre le SIDA ainsi qu'une politique nationale coordonnée de lutte contre la maladie. Dix-sept membres de l'association ont été arrêtés.
Le 24 mars 1988, date anniversaire, ACT UP est retourne à Wall Street pour une manifestation plus importante au cours de laquelle plus de 100 personnes ont sont arrêtées.
Le 14 septembre 1989, sept membres d'ACT UP s'infiltrent à la Bourse de New York et s'enchaînent au balcon VIP pour protester contre le prix élevé du seul médicament contre le SIDA alors sur le marché, l' AZT . Le groupe a affiché une banderole sur laquelle on pouvait lire « SELL WELLCOME » (littéralement: VENDEZ WELLCOME)  et faisant référence à l'entreprise pharmaceutique commercialisant l'AZT, Burroughs Wellcome : en effet, celle-ci avait fixé un prix d'environ 10 000 $ par patient et par an pour le médicament, le rendant hors de portée de presque toutes les personnes séropositives . Quelques jours après cette démonstration, Burroughs Wellcome baisse le prix de l'AZT à 6 400 $ par patient et par an.

### Cosmopolitan
En janvier 1988, le magazine Cosmopolitan publie un article de Robert E. Gould, intitulé "Des nouvelles rassurantes sur le SIDA : un médecin explique pourquoi vous n'êtes peut-être pas à risque" qui affirmait notamment, que, lors de relations sexuelles vaginales non protégées entre un homme et une femme qui avaient tous deux des "organes génitaux sains", le risque de transmission du VIH était négligeable, même si le partenaire masculin était infecté.
Un groupe de lesbiennes d'ACT UP a alors décidé de rencontré Gould afin d'obtenir de lui une rétractation et des excuses pour sa désinformation. Devant son refus, elles organisent une protestation réunissant 150 personnes devant le Hearst Building, la société mère de Cosmopolitan tenant des pancartes avec des slogans tels que "Oui, la Cosmo Girl PEUT attraper le SIDA!" , aboutissant à une publication d'une rétractation partielle du contenu de l'article.

### Les femmes et la définition du SIDA du CDC
À la suite de leur participation à la manifestation Cosmopolitan, le Women's Caucus d'ACT UP a ciblé le Centre pour le contrôle et la prévention des maladies (CDC) pour sa définition étroite de ce qui constituait le VIH/SIDA. Alors que les causes de transmission du VIH, comme les relations sexuelles vaginales ou anales non protégées, étaient similaires chez les hommes et les femmes, les symptômes du virus variaient considérablement. Comme l'a noté l'historienne Jennifer Brier, "pour les hommes, le stade SIDA  est souvent caractérisé par un sarcome de Kaposi, tandis que les femmes souffrent de pneumonie bactérienne, de maladie inflammatoire pelvienne et de cancer du col de l'utérus". Étant donné que la définition du CDC ne tenait alors pas compte de ces symptômes, les femmes américaines des années 1980 étaient souvent diagnostiquées comme étant séropositive ou souffrant du AIDS-related complex (en), et donc n'ayant pas droit aux prestations de sécurité sociale associées aux stades les plus avancées de la maladie.
En octobre 1990, l'avocate Theresa McGovern  intente une action en justice représentant 19 New-Yorkaise qui s'étaient vue refuser des prestations d'invalidité en raison de la définition étroite du SIDA par le CDC. Une manifestation est organisée le 2 octobre 1990 à Washington, réunissant 200 militant d'ACT UP, pour attirer l'attention publique sur le procès de McGovern. On peut notamment y lire le slogan "Les femmes n'attrapent pas le SIDA / Elles en meurent." .
Si le CDC veut initialement redéfinir le SIDA comme correspondant à un seuil de lymphocyte T  inférieur à 200, mais McGovern rejette cette suggestion, car la mesure des lymphocyte T est alors peu répandue, même chez les femmes hospitalisées : elle propose, conjointement avec l'ACLU et le New Jersey Women and AIDS Network, l'ajout de 15 conditions à la liste de définition, qui est adoptée en janvier 1993. Six mois plus tard, l'administration Clinton a révisé les critères fédéraux d'évaluation du statut VIH et a facilité l'accès des femmes atteintes du sida aux prestations de sécurité sociale. Les femmes d'ACT UP ont ainsi non seulement contribué à augmenter considérablement la disponibilité des prestations fédérales pour les femmes américaines, mais a également aidé à découvrir un nombre plus précis de femmes infectées par le VIH / SIDA aux États-Unis, puisqu' "en vertu du nouveau modèle, le nombre de femmes atteintes du SIDA aux États-Unis a augmenté de près de 50 %" .

### Food & Drug Administration
Le 11 octobre 1988, ACT UP parvient à fermer la Food & Drug Administration (FDA) pendant une journée lors d'une manifestation réunissant de 1100 à 1500 personnes, dont 120 arrêtés,,. Parmi les manifestants se trouvait l'artiste David Wojnarowicz, alors séropositif, portant une veste en jean peinte sur laquelle on pouvait lire : "Si je meurs du SIDA - oubliez l'enterrement - laissez tomber mon corps sur les marches de la FDA" - un mème naissant.
Lors de cette action, les militants ont démontré leur connaissance approfondie du processus d'approbation des médicaments par la FDA. ACT UP a présenté des demandes précises de changements qui rendraient les médicaments expérimentaux disponibles plus rapidement et plus équitablement. "Le succès de SEIZE CONTROL OF THE FDA peut peut-être être mieux mesuré par ce qui s'est passé dans l'année qui a suivi l'action. Les agences gouvernementales s'occupant du SIDA, en particulier la FDA et le NIH, ont commencé à nous écouter, à nous inclure dans la prise de décision, voire à demander notre avis." .

### Action contre l'église catholique romaine
À la suite des déclarations du cardinal John Joseph O'Connor sur la position publique de l'archidiocèse catholique romain contre l'éducation à la réduction des risques sexuels dans les écoles publiques de New York, contre la distribution de préservatifs, et plus généralement la condamnation publique de l'homosexualité par le cardinal, ainsi que l'opposition de l'Église à l'avortement, ACT-UP désigne d'une manifestation Stop the Church (Arrêter l'Église) le 10 décembre 1989 à la cathédrale Saint-Patrick de New York,.
Quelques dizaines de militants interrompent la messe, scandant des slogans, sifflé, poussant des cris, s'enchaînant à des bancs, jetant des préservatifs en l'air, et s'allongeant dans les allées pour organiser un die-in,. Tandis qu'O'Connor poursuit la messe, les militants annoncent pourquoi ils protestent. Un manifestant, "dans un geste assez grand pour que tous puissent le voir, a profané l'Eucharistie en la crachant de sa bouche, en l'émiettant en morceaux et en les laissant tomber au sol.
111 manifestants ont été arrêtés, dont 43 à l'intérieur de l'église. Certains qui refusaient de bouger ont dû être transportés hors de l'église sur des civières. Les manifestations ont été largement condamnées par les responsables publics et religieux, les membres du public, les médias grand public et certains membres de la communauté gay.

### Prenez d'assaut le NIH
Le 21 mai 1990, environ 1000 membres d'ACT UP réalisent une manifestation dansée  au National Institutes of Health (NIH) de Bethesda, Maryland, se divisant en sous-groupes sur le campus. La protestation était en partie dirigée contre l'Institut national des allergies et des maladies infectieuses et son directeur, Anthony Fauci et plus généralement, contre la lenteur Les militants ont été irrités par ce qu'ils considéraient comme des progrès lents dans les efforts de recherche et de traitement promis.

### «Jour du désespoir»
Le 22 janvier 1991, lors de l'opération Desert Storm, le militant d'ACT UP John Weir et deux autres militants pénètrent dans le studio du CBS Evening News au début de l'émission, criant "Le sida est une information. Combattez le SIDA, pas les Arabes!" et Weir s'est placé devant la caméra avant que la salle de contrôle ne passe à une pause publicitaire. Le même soir, ACT UP a manifesté dans les studios du MacNeil/Lehrer Newshour . Le lendemain, des militants ont déployé des banderoles à Grand Central Terminal sur lesquelles étaient écrits "De l'argent pour le sida, pas pour la guerre" et "Un décès dû au sida toutes les 8 minutes". L'une des bannières était tenue à la main et affichée sur l'horaire des trains et l'autre attachée à des paquets de ballons qui la soulevaient jusqu'au plafond de l'énorme salle principale de la gare. Ces actions faisaient partie d'une manifestation coordonnée appelée "Jour du désespoir".

## Lycées de Seattle
En décembre 1991, le chapitre de Seattle d'ACT UP a distribué plus de 500 kits de réduction des risques sexuels à l'extérieur des lycées de Seattle. Les paquets contenaient une brochure intitulée "Comment baiser en toute sécurité", qui était illustrée par des photographies et comprenait deux hommes pratiquant une fellation. La législature de l'État de Washington a par la suite adopté une loi rendant illégale la distribution de matériel sexuellement explicite à des mineurs.

## Bostonet laNouvelle-Angleterre
En février 1988, ACT UP Boston, en collaboration avec ACT UP New York, Mass ACT OUT et Cure Aids Now, manifeste lors des débats présidentiels démocrates (en) et républicains et des primaires dans le New Hampshire, ainsi que lors d'autres événements pendant la course présidentielle.

## Los Angeles
ACT UP Los Angeles (ACT UP/LA) est fondée le 4 décembre 1987 et a continué à organiser des manifestations jusqu'au début des années 2000. Au cours de leur histoire, ils luttent pour l'accès aux soins de santé, militent pour les droits civils des personnes LGBTQ et soutiennent les campagnes nationales ACT UP.
Ils travaillent aussi sur la politique migratoire des personnes séropositives aux États-Unis, la promotion d'essais cliniques sur le sida, la promotion de programmes d'échange de seringues ainsi que la discrimination par les prestataires de soins de santé et d'assurance.

## Washington DC

### Préservatif géant au-dessus de la maison d'un sénateur
Peter Staley (en) et d'autres militants affiliés à ACT-UP emballent le domicile du sénateur Jesse Helms à Arlington, en Virginie, dans un préservatif de 15 pieds le 5 septembre 1991. La manifestation était en réaction aux Helms AIDS Amendments (en) qui comprenaient des lois stigmatisant les malades du SIDA et baissant les financements fédéraux. Un épisode 2019 de POSE fait référence à cet évènement.

### Dispersion des cendres funéraires
En octobre 1992 et octobre 1996, lors des expositions du patchwork des noms et juste avant les élections présidentielles, les militants d'ACT UP ont dispersé  ces actions ont dispersé les cendres de personnes décédées du sida, dont Wojnarowicz et l'activiste Connie Norman, sur la pelouse de la Maison Blanche, pour protester contre la réponse inadéquate du gouvernement fédéral face au SIDA. Cette action est inspirée d'un passage des mémoires de 1991 de David Wojnarowicz, Close to the Knives.

## Montréal
ACT UP Montréal ont lutté pour rendre disponible les préservatifs en prison afin de lutter contre le taux élevé de séropositivité parmi les détenus de la ville.